# ENGAGED
「ENGAGED」（エンゲージ）は、日本の女性歌手、観月ありさの23枚目のシングル。CDのみの通常盤と、プロモーションビデオなどが収録されたDVD同梱盤の2形態で発売された。

## 解説
- 自身が主演した日本テレビ系水曜ドラマ『斉藤さん』の主題歌。
- 2005年にASIAN2とコラボレーションしてリリースされた「セ・ラ・ビ」（ALISA MIZUKI TO ASIAN2名義）以来、およそ2年半ぶりにリリースされたシングル。観月ありさ名義としてのシングルリリースは2003年の「Shout It Out」以来およそ5年ぶり（テレビドラマ主題歌としても同様）。
- 「セ・ラ・ビ」以降CDリリースが全くない状況が続いていたが、楽曲そのものはリリースの2年ほど前には完成していた。
- カップリングの「アネモネ」は観月自身が作詞を担当。シングル収録曲としては自身初。
- 観月の作品で唯一、アルバムには未収録状態が続いていたが、2016年12月5日に発売されたコンプリート・ベストアルバム『VINGT-CINQ ANS』に収録された。

## 収録曲
1. ENGAGED
作詞・作曲：瀧川潤　編曲：旭純　
日本テレビ系ドラマ『斉藤さん』主題歌。
2. アネモネ
作詞：観月ありさ　作曲：瀧川潤　編曲：旭純
3. ENGAGED (Piano Version)
4. ENGAGED (Instrumental)
5. アネモネ (Instrumental)

## 収録アルバム
- VINGT-CINQ ANS